# ヤママユガ科
ヤママユガ科（ヤママユガか、学名：Saturniidae）は、チョウ目に分類されるガの一群。
現在生息するチョウ目最大級のガを含む。全世界に2300種の記載種が分布すると推測される。
成虫は大型で、太い体と小さい頭部、羽毛のような鱗粉、膨らみのある翅を持つ。口器が退化しており、羽化後は生殖のためだけに飲まず食わずで活動する。種によって差はあるが、オスは触角が葉脈状に広がっており、メスの放つ性フェロモンを検知する。いくつかの種は翅に極彩色や半透明の目玉のように見える文様がある。多くの種は開翅長2.5－15センチ程度だが、熱帯に生息するアトラスガ類は30センチに達する。

## 概要
一部の種は、年に複数回発生する。春・夏に孵化した個体はそのまま成長し、秋に孵化した個体は幼虫・蛹の状態で越冬する。
メスは半透明のやや潰れた丸い卵を1体で200個ほどを食草に産み付ける。
幼虫は4－6回の脱皮を経て、終齢幼虫で5－10センチほどに成長する。一部の種は集団生活を送るが、多くは単独で生活する。ほとんどの種が節くれだち、棘や毛に覆われている。南米に生息するLonomia属は棘に毒を持ち、ヒトの死亡例もあるといわれるが、日本産の種をはじめ、大多数は無毒である。北米産のポリフェマス・モスやルナ・モスなど一部の種には、天敵が近づくと顎を鳴らして威嚇音を発するものがある。ほぼ木本食で、草本食はごく一部である。農産物に大被害をもたらす一方、アフリカ南部のモパネワームのように、ヒトの食料として活用される種もあり、アフリカ全土で幼虫を昆虫食の対象としている。
樹上または地上・地下で繭を形成し、蛹となる。ヤママユガをはじめ、サクサン・エリサン・フウサンなどの繭は東アジア－南アジアで野蚕として繊維採取に活用される。
成虫は口器が退化しているため、幼虫時代に体内に蓄えた脂質を使い果たして死ぬ1週間以内につがいを探す。発達したオスの触角は、メスの放つ性フェロモンを半径1マイル程度の範囲で検知できるといわれる。
成虫は大型の種が多く、目玉状の文様とあいまって、虫嫌いの人にとっては恐怖感・嫌悪感を抱きやすい。一方、ヨーロッパ産のオオクジャクヤママユをはじめとするEmperor moth、北米産のルナ・モスや日本産のオオミズアオをはじめとするMoon mothなどの美麗種もある。さらに、日本産のヨナグニサンやその原種であるアトラスガ、同属のカエサルサン・ヘラクレスサンなど「世界最大の蛾」に挙げられる種がそろっているため、昆虫採集の対象となりやすい。

## 主な日本産種と属
- ヨナグニサン属 Attacus Linnaeus, 1767
  - Attacus atlas ryukyuensis Inoue, 1993 ヨナグニサン

ヨナグニサンの原種で東南アジアに分布するアトラスガ（Attacus atlas (Linnaeus, 1758)）をタイプ種とする。ヤママユガ科の特徴とされる目玉模様は目立たず、前翅の先端部に小さく残る。前翅の縁がヘビの頭部に擬態しているといわれる。Wikispeciesには東南アジアを中心に分布する10種が記載されており、世界最大候補のミンダナオオオヤママユ（Attacus caesar Maassen, 1872）も含まれる。
- シンジュサン属 Samia Hübner, 1819 (1816)
  - Samia cynthia pryeri (Butler, 1878) シンジュサン

シンジュサンの原種（Samia cynthia (Drury, 1773)）をタイプ種とする。アトラスガ類と同じ族で目玉模様は目立たず、前翅の先端部に小さく残る。前翅の縁がヘビの頭部に擬態しているといわれる。Wikispeciesにはアジアに広く分布する17種が記載されており、インドシナ半島で養蚕用に改良されたエリサン（Samia cynthia ricini）も含まれる。
- ミズアオガ属 Actias Leach, 1815 in Leach & Nodder
  - Actias aliena (Butler, 1879) オオミズアオ
  - Actias gnoma (Butler, 1877) オナガミズアオ

北米原産のルナ・モス（Actias luna (Linnaeus, 1758)）をタイプ種とする。青緑や水色の淡色で、後翅には尾状突起が発達し、熱帯産の種では全長より長い突起を持つ。Wikispeciesには北半球に広く分布する35種が記載されており、Moon mothと総称される。アトラスガ類の学名に男神・帝王の名が含まれやすいのに対し、本種は女神の名が多い。
- ヤママユ属 Antheraea Hübner, 1819
  - Antheraea yamamai (Guerin-Meneville, 1861) ヤママユ

インド北東部で野蚕として活用されるタサールサン（Antheraea mylitta (Drury, 1773)）をタイプ種とする。黄褐色の枯葉状の模様が多く、しっかりした繭を作るため、ヤママユやタサールサン、中国産のサクサン（Antheraea pernyi (Guerin-Meneville, 1855)）など有用な種を含む。Wikispeciesには94種が記載されている。
- Caligula Moore, 1862
  - Caligula japonica Moore, 1872 クスサン（Rinaca japonica、Saturnia japonica　と記載することもある。）

東南アジアに生息するカリギュラ・シムラ（Caligula simla (Westwood, 1847)）をタイプ種とする。ヤママユガ科のタイプ属であるSaturnia属と近縁で、Rinaca属とともにSaturnia属とみなされることもある。Wikispeciesには8種が記載されている。
- Loepa Moore, 1859
  - Loepa sakaei Inoue, 1965 ハグルマヤママユ

東南アジアに生息するゴールデン・エンペラー・モス（Loepa katinka (Westwood, 1848)）をタイプ種とする。英名のとおり黄色の翅を持つ種が多く、目玉状の文様も明瞭である。Wikispeciesには50種が記載されている。
- ウスタビガ属 Rhodinia Staudinger, 1892 
  - Rhodinia fugax (Butler, 1877) ウスタビガ
  - Rhodinia jankowskii (Oberthuer, 1880) クロウスタビガ

インドに生息するロディニア・ネワラ（Rhodinia newara (Moore, 1872)）をタイプ種とする。科の中では小型種の部類になる、目玉状の文様は大きいが歪がちである。Wikispeciesには10種が記載されている。
- Saturnia Schrank, 1802
  - Saturnia jonasii jonasii (Butler, 1877) ヒメヤママユ

ヨーロッパ最大の蛾であるオオクジャクヤママユ（Saturnia pyri (Denis & Schiffermüller, 1775)）をタイプ種とする。全世界の種を含むが、Caligula属やRinaca属との差は曖昧で、亜属として編入する場合もあり、クスサンがその影響を受けている。Wikispeciesには29種が記載されている。
- ヨツメガ属 Aglia
  - Aglia japonica (Leech, 1889) エゾヨツメ

ヨーロッパ産のタウ・エンペラー（Aglia tau (Linnaeus, 1758)）をタイプ種とする。上記の日本産種はすべてSaturniinae亜科だが、Aglia属は単系のAgliinae亜科に属する。Wikispeciesには6種が記載されている。